# Macroclinium
Macroclinium es un género de orquídeas epífitas. Es originario de Sudamérica.

## Descripción
Las plantas son pequeñas, de menos de diez centímetros y con hojas carnosas planas, equitantes, gumiformes, formando un conjunto como el Ornithocephalus.  La inflorescencia axilar surge de las hojas más adelante, es en racimo, a veces erecto, que incluye algunas o muchas flores por lo general dispuestas en  circunferencia, o umbela, como en Cirrhopetalum. Tienen sépalos y pétalos de igual tamaño y los labios largos. La columna es alargada y cilíndrica con antera dorsal y dos polinias.

## Distribución y hábitat
Macroclinium incluye alrededor de cuarenta especies epífitas que se encuentran desde Panamá a Bolivia, con el centro de dispersión en Colombia Occidental, generalmente encontradas en bosques cálidos, en el borde de los ríos y en las laderas, entre cuatrocientos y dos mil metros de altitud. La presencia de cuatro de ellos se registró en Brasil, todos difíciles de cultivar.

## Evolución, filogenia y taxononía
Fue propuesta por Pfitzer, basado en el material de João Barbosa Rodrigues en HGAEngler y KAEPrantl (eds.), Nat. Pflanzenfam. 2(6): 220 , en 1889. 2 (6): 220 en 1889. Su especie tipo es Macroclinium roseum Barb.Rodr.. 

### Etimología
El nombre del género es una referencia a la gran extensión de la columna de sus flores.

### Taxonomía
La aceptación de este género, está en litigio.  Ha sido una sección o subgénero de Notylia Lindl., con el que está estrechamente relacionado, y algunos argumentan que han de unirse de nuevo.  Sus diferencias morfológicas con Notylia son muy visibles. Pueden ser diferentes de una parte de su apariencia que deja en algo que recuerda a Ornithocephalus, a menudo manchadas de color marrón o su menor tamaño, además de que en muchas especies la flor se coloca en el extremo más o menos corto que forman una especie de vara de umbela de flores púrpura o blanco o sucio tono rosa, y no tiene tanto tiempo la inflorescencia como en Notylia.

### Especies deMacroclinium
- Macroclinium aduncum  (Dressler) Dodson (1984)
- Macroclinium alleniorum  Dressler & Pupulin (1996)
- Macroclinium aurorae  Dodson (1989)
- Macroclinium bicolor  (Lindl.) Dodson (1984)
- Macroclinium biflorum  D.E.Benn. & Christenson (1994)
- Macroclinium borjaense  Dodson (1989)
- Macroclinium brasiliense  (Pabst) Dodson (1984)
- Macroclinium calceolare  (Garay) Dodson (1984)
- Macroclinium chasei  Dodson & D.E.Benn. (1989)
- Macroclinium christensonii  D.E.Benn. (1994)
- Macroclinium coffeicolum  (Schltr.) Dodson (1984)
- Macroclinium confertum  Pupulin (1996)
- Macroclinium cordesii  (L.O.Williams) Dodson (1984)
- Macroclinium dalessandroi  Dodson (1984)
- Macroclinium dalstroemii  Dodson (1984)
- Macroclinium dentiferum  Thiv (1995)
- Macroclinium doderoi  Mora-Ret. & Pupulin (1997)
- Macroclinium escobarianum  Dodson ex Pupulin (2000)
- Macroclinium exiguum  Pupulin (2001)
- Macroclinium generalense  Pupulin (1996)
- Macroclinium glicensteinii  J.T.Atwood (1987)
- Macroclinium hirtzii  Dodson (1984)
- Macroclinium junctum  (Dressler) Dodson (1984)
- Macroclinium lexarzanum  (Hágsater & R.González) Dodson (1984)
- Macroclinium lilacinum  (Kraenzl.) Christenson (1994)
- Macroclinium lineare  (Ames & C.Schweinf.) Dodson (1984)
- Macroclinium lueri  Dodson & R.Vásquez (1989)
- Macroclinium manabinum  (Dodson) Dodson (1984)
- Macroclinium mirabile  (C.Schweinf.) Dodson (1984)
- Macroclinium montis-narae  Pupulin (2001)
- Macroclinium oberonia  (Schltr.) Dodson (1984)
- Macroclinium pachybulbon  (Hágsater & R.González) Dodson (1984)
- Macroclinium paniculatum  (Ames & C.Schweinf.) Dodson (1984)
- Macroclinium paraense  Campacci & J.B.F.Silva 2009)
- Macroclinium perryi  (Dodson) Dodson (1984)
- Macroclinium ramonense  (Schltr.) Dodson (1984)
- Macroclinium robustum  Pupulin & Mora-Ret. (1997)
- Macroclinium roseum  Barb.Rodr. (1881) - Typus Species -
- Macroclinium simplex  (Dressler) Dodson (1984)
- Macroclinium villenarum  D.E.Benn. (1992)
- Macroclinium wullschlaegelianum  (H.Focke) Dodson (1984)
- Macroclinium xiphophorus  (Rchb.f.) Dodson (1984)